# Sklárna v Harrachově
Sklárna na Novém Světě v Harrachově v okrese Jablonec nad Nisou v Libereckém kraji je nejstarší fungující sklárna na světě. V provozu je od roku 1712. Sklárna je od roku 1991 zapsaná jako kulturní památka v Ústředním seznamu nemovitých kulturních památek České republiky. Brusírna harrachovské sklárny (Nový Svět čp. 95) se strojním vybavením a vzorkovnou má na základě nařízení vlády č. 106/2014 Sb. ze dne 28. května 2014 s účinností od 1. října 2014 status národní kulturní památky.

## Historie
První zmínka o harrachovské sklárně na Novém Světě je z roku 1712, zakladatelem a prvním ředitelem sklárny byl Elias Müller. Budoucí význam sklárny ovlivnily události, které se odehrály již téměř o sto let dříve, v první polovině 17. století. V roce 1632 získali Harrachové krkonošské panství Branná a polovinu města Jilemnice. Druhou polovinu jilemnického panství koupil rakouský státník a diplomat hrabě Ferdinand Bonaventura I. z Harrachu (1636–1706) v roce 1701. V roce 1764 Hans Josef Müller, syn Eliase Müllera, prodal sklárnu hraběti Arnoštu Quidu Harrachovi a sklárna se tak stala majetkem harrachovského panství.

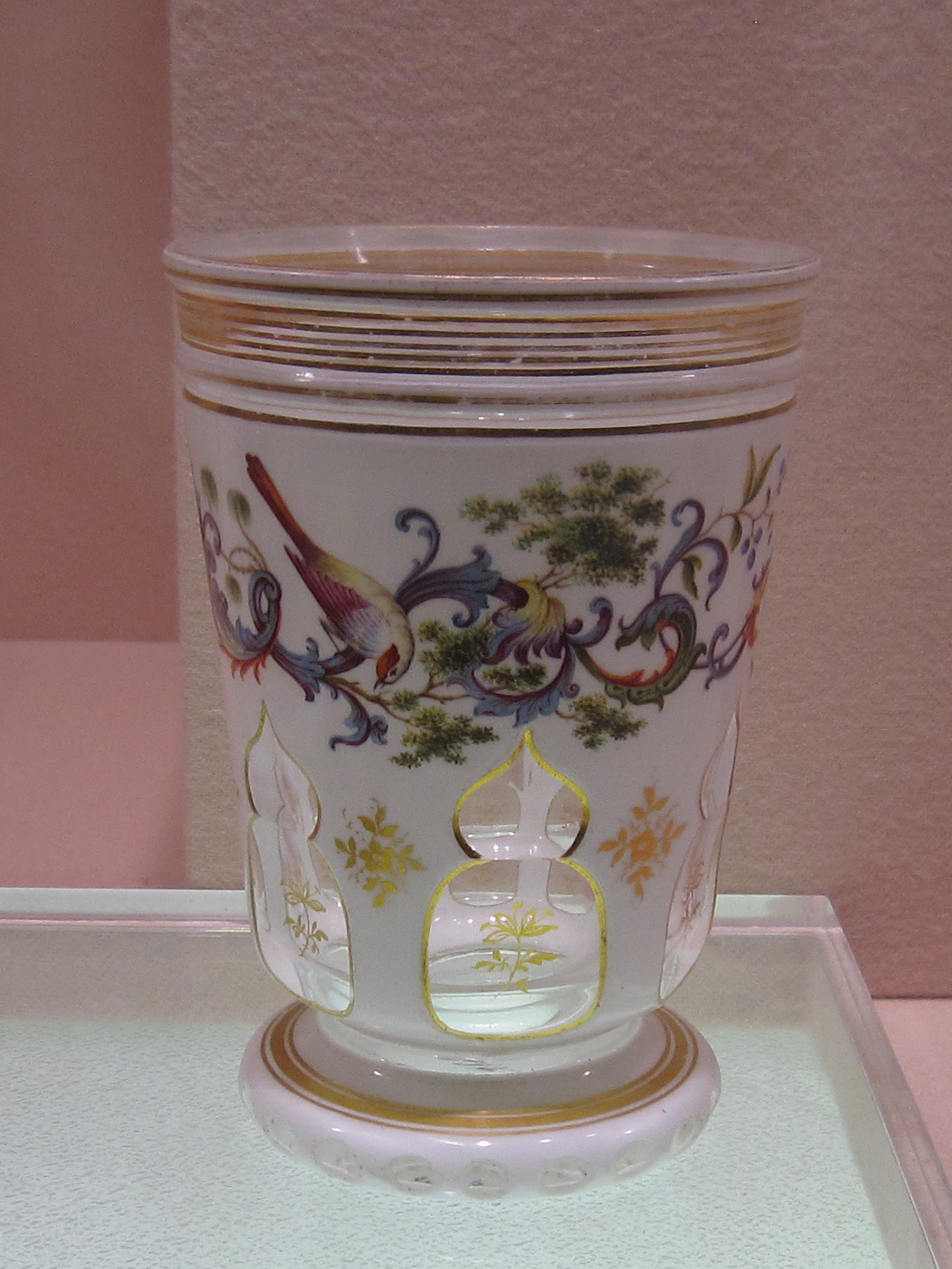
Pohár, vyrobený v Harrachově kolem roku 1840

Produkce sklárny se postupně proslavila na celé evropském kontinentě. Již v druhé polovině 18. století měla sklárna sklady svých výrobků ve Vídni, Izmiru, Cařihradu i v dalších zemích. K proslulosti sklárny přispěly i návštěvy příslušníků rakouských a saských panovnických rodů. Z rodu Habsburků sklárnu navštívil v roce 1804 arcivévoda Josef, v roce 1806 arcivévoda Rainer a v roce 1820 korunní princ Ferdinand, pozdější rakouský císař Ferdinand I. Dobrotivý. V roce 1840 si harrachovskou sklárnu prohlédl i saský král Bedřich August II.
Na konci 19. století měla sklárna kolem čtyř set zaměstnanců V roce 1895 zde vznikla velká brusírna s elektrickým osvětlením a pohonem vodní turbínou.
V průběhu 19. a 20. století sklárna třikrát vyhořela (v letech 1827, 1861 a 1946), byla však pokaždé obnovena. Harrachové vlastnili sklárnu nepřetržitě až do doby druhé světové války, ještě v jejím průběhu byl však hrabě Jan Harrach přinucen pod tlakem nacistických orgánů tento svůj majetek prodat. Novým majitelem harrachovské sklárny se tak od 1. dubna 1943 stal Rudolf Endler, který byl od roku 1939 ředitelem tohoto závodu. Po skončení války byla dekretem prezidenta republiky o znárodnění podniků německých majitelů, vydaným 19. května 1945, sklárna vyvlastněna a stala se majetkem státu.
Dne 28. ledna 1946 došlo ve sklárně k požáru, při kterém shořel sklad, rytecká dílna, malírna a technické kanceláře, byly zničeny suroviny a zřítila se střecha staré huti. Po tomto neštěstí se objevily úvahy o zrušení sklárny. Místní dělníci se však postavili za zachování provozu a po zásahu tehdejšího předsedy československé vlády byla v létě roku 1946 zahájena výstavba nového závodu.

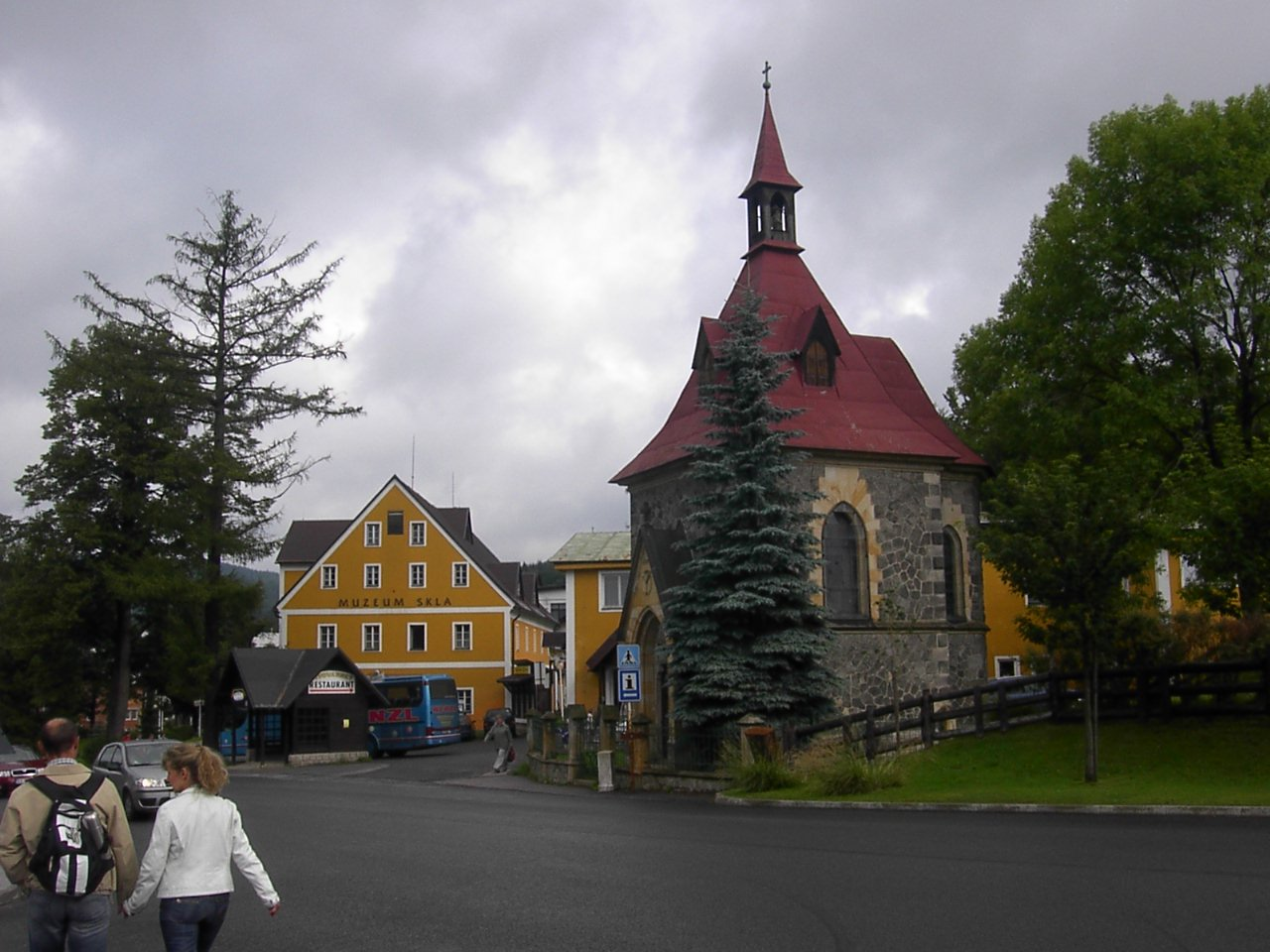
Kaple svaté Alžběty a Muzeum skla

Po dokončení výstavby a obnovení výroby byla sklárna od roku 1948 nejprve součástí podniku Železnobrodské sklo. V roce 1958 sklárnu převzal národní podnik Borské sklo, který se v roce 1974 změnil na oborový podnik Crystalex Nový Bor. Produkce tohoto podniku a všech jeho závodů byla prodávána po celém světě prostřednictvím obchodního zastoupení akciové společnosti Skloexport. V roce 1962 byl harrachovské sklárně u příležitosti 250. výročí první písemné zmínky o její existenci udělen Řád práce. V roce 1971 se uskutečnila velká rekonstrukce závodu, jejíž součástí bylo rozšíření hutní haly, výstavba dvou nových pecí a nového komína a změna systému vytápění pecí – plyn vyráběný spalováním uhlí přímo ve sklárně byl nahrazen dálkově přiváděným svítiplynem.
Po sametové revoluci byla sklárna ještě několik let součástí novoborského Crystalexu. Na jaře roku 1993 bylo rozhodnuto o privatizaci harrachovské sklárny, bývalého závodu 07 n. p. Crystalex. Od 1. července 1993 se stal majitelem sklárny Harrachov (zapsána do obchodního rejstříku 15. června 1993) JUDr. František Novosad z Nového Boru, původně vyučený sklář. I po období krize ve sklářství na počátku 21. století a jejím následném překonání zůstala sklárna na Novém Světě zaměřená výhradně na ruční výrobu foukaného skla. Sklárna zaměstnává kolem 90 pracovníků a dosahuje ročního obratu kolem 50 mil. Kč, z čehož v letech 2018-9 představoval z 20-40% export.

## Popis
Památková ochrana se vztahuje na autenticky dochované části sklárny, a to na někdejší panský dům (nyní Muzeum skla), vzorkovnu skla a brusírnu. Kromě budov je chráněno i historické strojní zařízení a technologie. Památková ochrana byla navržena také v případě reliktu stoupy na parcele č. 1366 a novogotické kaple svaté Alžběty s unikátním skleněným zvonem z roku 1916, která stojí na stavební parcele č. 294. Jedná se o pozemky a objekty ve vlastnictví města Harrachova.
Hutní hala byla novodobě přestavěna. Nejzachovalejší část staré sklárny představuje brusírna z roku 1895 s brusičskými stánky poháněnými transmisemi od vodní francisovy turbíny, prohlášená za národní kulturní památku. Součástí areálu je také Muzeum skla, umístěném od roku 1994 v bývalém panském domě, v němž je prezentována sbírka historického skla z produkce harrachovské sklárny. Jedná se o největší sbírku skla v České republice s více než 5000 exponáty. V sousedství hlavní hutní haly vybudovala firma Novosad & syn v roce 2002 minipivovar (Huťské výčepní 8°, František světlý ležák 12° a Čerťák tmavý ležák 12°) s restaurací a firemní prodejnu skla. Firma v areálu sklárny poskytuje také hotelové a lázeňské služby (pivní lázně).

## Produkce a ocenění
Po napoleonských válkách a s nimi souvisejícím útlumem sklářství začala harrachovská sklárna v roce 1827 produkovat olovnaté sklo. V roce 1828 sklárna na první průmyslové výstavě v Praze představila sklo se zatavenými keramickými inkrustacemi. Na první průmyslové výstavě ve Vídni v roce 1835 získali Harrachovští zlatou medaili za své výrobky z barevných a čirých sklovin, zejména za reprezentativní skleněné svítidlo, složené ze čtrnácti dílů. Zlatou medaili získala sklárna i na Rakouské průmyslové výstavě v roce 1845, kde představila celou svou produkci, tj. nejrůznější druhy barevného skla v průsvitné, matné i neprůhledné variantě a všechny druhy kompozitního skla, používaného pro výrobu umělých drahokamů.
Světové veřejnosti se harrachovská sklárna představila na první Světové výstavě, která se konala od května do října roku 1851 v Londýně. Harrachovští na této výstavě jako jediní zástupci Rakouského císařství získali zlatou medaili za své výrobky ve stylu biedermeieru a druhého rokoka. Poté tento dobový trend vystřídal historizující styl a od počátku 70. let 19. století styl novorenesanční. V druhé polovině 19. století se harrachovská sklárna prezentovala na všech světových výstavách – například v Paříži (1856), v Londýně (1862), Filadelfii (1876), Sydney (1879), Antverpách (1885), Barceloně (1888) či v Chicagu (1893). Sklárna si vybudovala síť obchodních zástupců v řadě zemí světa, sklady měla v Praze, Karlových Varech, Vídni, Moskvě, Petrohradě a v Lipsku. K zákazníkům sklárny patřily i přední šlechtické rody a evropské královské dvory.
Současný sortiment výrobků tvoří luxusní nápojové, užitkové a dekorativní sklo a křišťálové lustry.

## Historické fotografie z časopisu Zlatá Praha (1906)

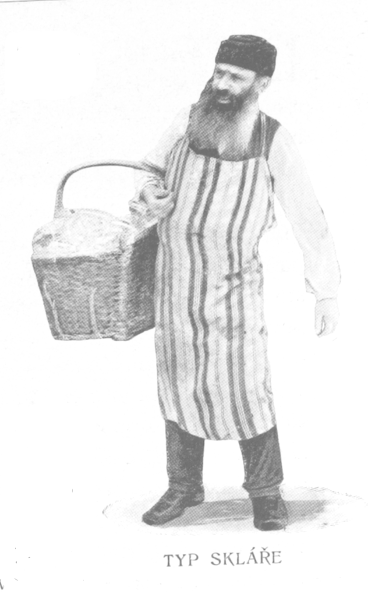
Portrét harrachovského skláře
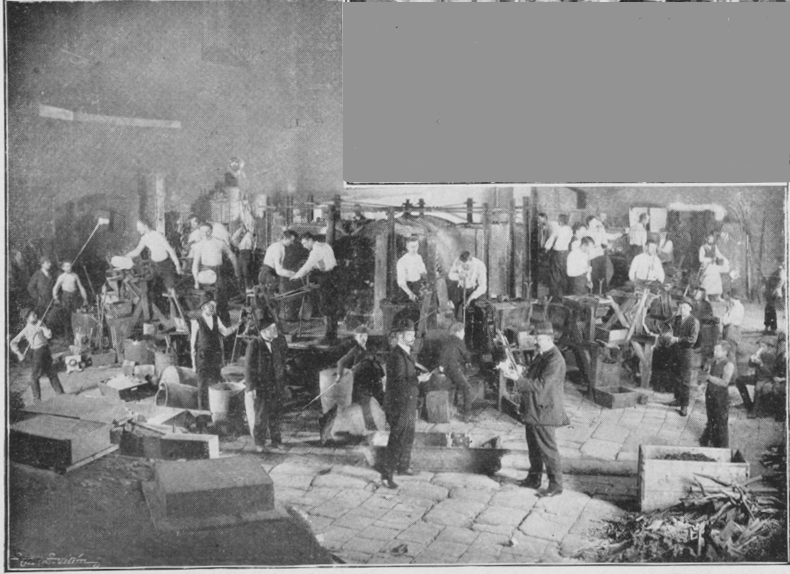
Skláři v hutní hale
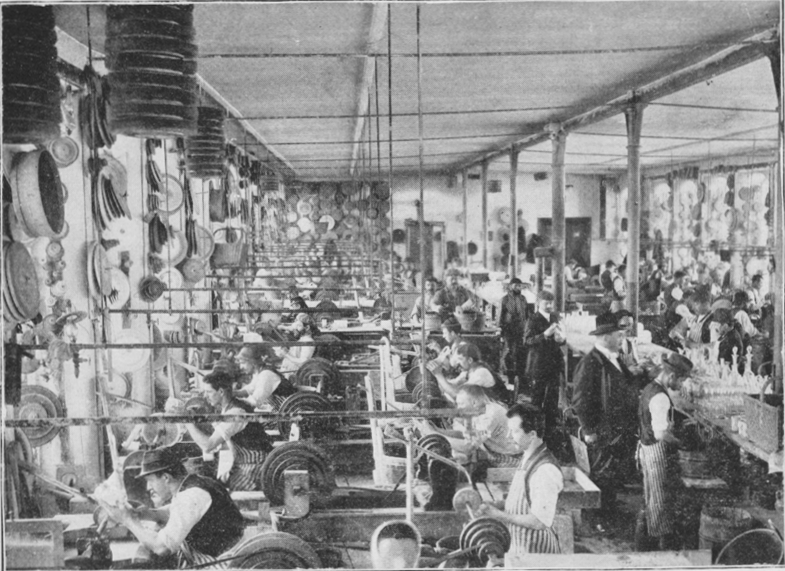
Provoz v brusírně
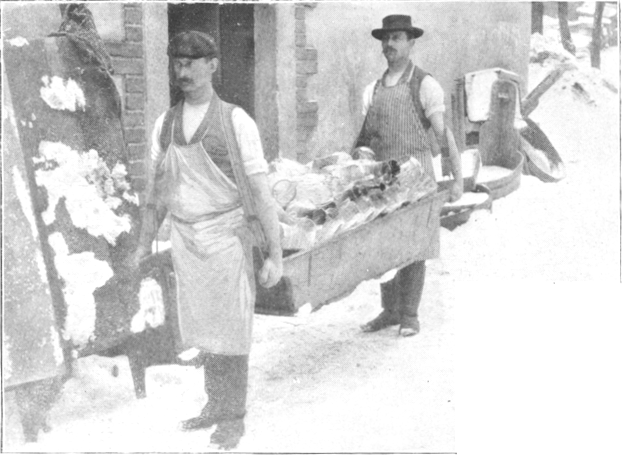
Dělníci s hotovými výrobky
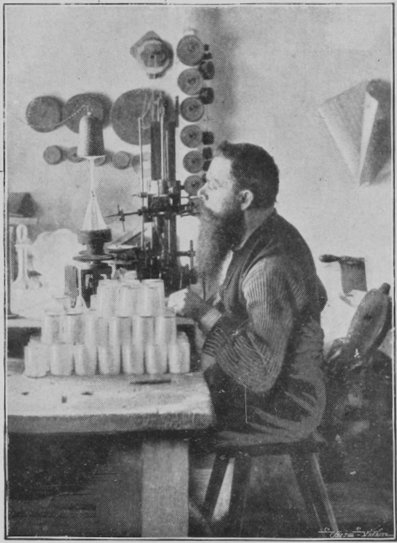
Rytec při práci